# Agustín Marchesín
Agustín Federico Marchesín (San Cayetano, Argentina, 16 de març de 1988) és un futbolista professional argentí que juga com a porter al Grêmio i a la selecció argentina.
Va començar la seva carrera al Lanús, on va disputar 222 partits i va guanyar la Copa Sud-americana el 2013. Després va passar diversos anys a la Lliga MX de Mèxic, guanyant títols de lliga amb el Santos Laguna i el Club Amèrica, abans de fitxar pel Porto el 2019 Va guanyar dues vegades el doblet de la Primeira Liga i la Taça de Portugal, i es va traslladar al Celta de Vigo en 2022.
Marchesín va debutar amb la selecció argentina el 2011 i va formar part de les seves convocatòries a tres Copes Amèrica. Va ser subcampió el 2015, tercer el 2019 i campió el 2021.

## Premis

### Club
Lanús
- Copa Sudamericana: 2013

Sants Laguna
- Lliga MX: Clausura 2015
- Campeón de Campeones: 2015

Amèrica
- Lliga MX: Apertura 2018
- Copa MX: Clausura 2019
- Campió de Campions: 2019

Porto
- Primera Lliga: 2019–20, 2021–22
- Taça de Portugal: 2019–20, 2021–22
- Supertaça Cândido de Oliveira: 2020, 2022

### Internacional
Argentina
- Copa Amèrica: 2021

### Individual
- Millor porter del Torneig de Toulon: 2009[1]
- Premi Ubaldo Fillol: Torneo Inicial 2012
- Guant d'Or Lliga MX: 2015–16, 2018–19
- Lliga MX Millor XI: Apertura 2017, Clausura 2018, Apertura 2018
- Porter del mes de la Primeira Liga: agost de 2019,[2] setembre de 2019,[3] octubre/novembre de 2019,[4] desembre de 2019[5]
- Equip de l'any de la Primeira Liga: 2019-20[6]
- Porter de l'any de la Primeira Liga: 2019–20[7]